# Dieudonné Watio
Dieudonné Watio (ur. 18 marca 1946 w Mbouda) – kameruński duchowny katolicki, biskup Bafoussam w latach 2011–2021.

## Życiorys
Święcenia kapłańskie otrzymał 5 lipca 1975.

## Episkopat
1 kwietnia 1995 papież Jan Paweł II mianował go biskupem ordynariuszem diecezji Nkongsamba. Sakrę otrzymał 10 czerwca 1995.
5 marca 2011 został biskupem ordynariuszem diecezji Bafoussam.
19 marca 2021 papież Franciszek przyjął jego rezygnację z pełnionej funkcji.